# Il figlio di King Kong
Il figlio di King Kong (The Son of Kong) è un film del 1933, diretto da Ernest B. Schoedsack. È il sequel del film King Kong. La prima si tenne il 22 dicembre 1933, otto mesi dopo l'uscita del primo film.

## Trama
La storia inizia circa un mese dopo il drammatico finale del film precedente e segue le avventure del regista Carl Denham (di nuovo interpretato da Robert Armstrong), attualmente coinvolto in numerose cause in seguito alla distruzione operata da Kong. Dopo tante citazioni in giudizio, arriva per Denham un ordine di cattura. Aggiornato dei fatti, il regista decide di lasciare New York con il capitano del "Venture", il capitano Englehorn. Questi ha intenzione di abbandonare l'America per andare nelle Indie occidentali ed adattare la Venture a nave cargo. Pur iniziando a navigare, i loro sforzi per fare soldi non hanno molto successo. Arrivati nel porto olandese di Dakang, incontrano Nils Helstrom, l'ex skipper norvegese che ha venduto a Denham la mappa per l'Isola del Teschio, che rivela a Denham e Englehorn l'esistenza di un tesoro sull'isola. Accecati dalla loro situazione finanziaria, gli credono e decidono di andare sull'isola. In realtà, Helstrom ha intenzione di abbandonare quella giurisdizione perché ha provocato la morte di un uomo. Poco dopo aver ripreso il mare viene scovata una bellissima ragazza clandestina, Hilda. Prima di abbandonare Dakang, Hilda ed il padre (l'uomo ucciso da Helstrom) avevano un teatro-tenda, andato distrutto in un incendio.
Arrivati all'Isola del Teschio, il capitano Englehorn, Denham, Helstrom e Hilda sono vittime di un ammutinamento, capeggiato dal marinaio Red. L'ammutinamento nasce dalla conoscenza del fatto che, nella precedente spedizione (quella per andare a prendere Kong sull'isola) erano morte ben dodici persone dell'equipaggio. Per paura che ciò riaccada, i marinai abbandonano i quattro sventurati su una barca (ai quali si aggiunge il cuoco Charlie) e prendono il largo. Una volta sull'isola, i protagonisti dell'avventura si dedicano alla ricerca del tesoro. Mentre Denham e Hilda sono intenti ad esplorare la zona, incontrano Kiko (nome dato dai produttori del film ma mai menzionato nel film) il figlio di King Kong, uno scimmione bianco alto la metà del padre e dal carattere docile. L'animale è bloccato nelle sabbie mobili: Denham, volendo sdebitarsi per la morte del padre, fa cadere un albero vicino, salvando il piccolo Kiko. Dopo essersi liberato, l'animale scompare nella foresta. 
Poco dopo Denham e Hilda vengono raggiunti dal resto del gruppo.
Una volta riuniti si accorgono di una grande porta di pietra e Denham pensa di aver trovato il nascondiglio del tesoro. Egli decide quindi di trovare un metodo per aprirla mentre il capitano Englehorn, Helstrom e Charlie vanno a caccia. Mentre i tre personaggi sono a caccia vengono attaccati da uno Styracosaurus che li costringe a ripararsi in una grotta. Mentre Englehorn, Helstrom e Charlie sono bloccati, contemporaneamente, Denham e Hilda vengono attaccati da un grande orso delle caverne. Sentendo che i due sono in pericolo, Kiko si precipita sul posto e riesce a far fuggire l'orso. Nella colluttazione Kiko si ferisce ad un dito e Denham lo medica, conquistandosi la simpatia dell'animale. Grazie al piccolo Kong, Denham riesce ad aprire la grande porta di pietra e scoprono il nascondiglio di un tesoro realmente esistente. Mentre i tre sono nella caverna del tesoro vengono attaccati da un Nothosaurus.
Ancora una volta Kiko salva i protagonisti, uccidendo l'animale. Il capitano Englehorn, Helstrom e Charlie, dopo essersi liberati dello Styracosaurus, riescono a raggiungere Denham e Hilda. Helstrom cerca di scappare nella scialuppa di salvataggio, ma viene mangiato da un Elasmosaurus. D'un tratto l'isola viene colpita da un violento terremoto che, pian piano, la fa affondare nell'oceano. Denham ed Kiko, rimasti nella caverna del tesoro, cercano di salvarsi dall'acqua scalando la montagna. Arrivati in cima, quando ormai dell'isola rimane solo una piccola porzione, Kiko rimane incastrato con una zampa nella roccia ma trae in salvo Denham, tenendolo fuori dall'acqua. Kiko viene inghiottito dall'oceano, mentre Denham viene salvato da Hilda, Charlie e il capitano con la scialuppa. L'isola ed i suoi abitanti scompaiono nell'oceano. I quattro superstiti, scampati al pericolo, vengono salvati da una nave.

## Produzione

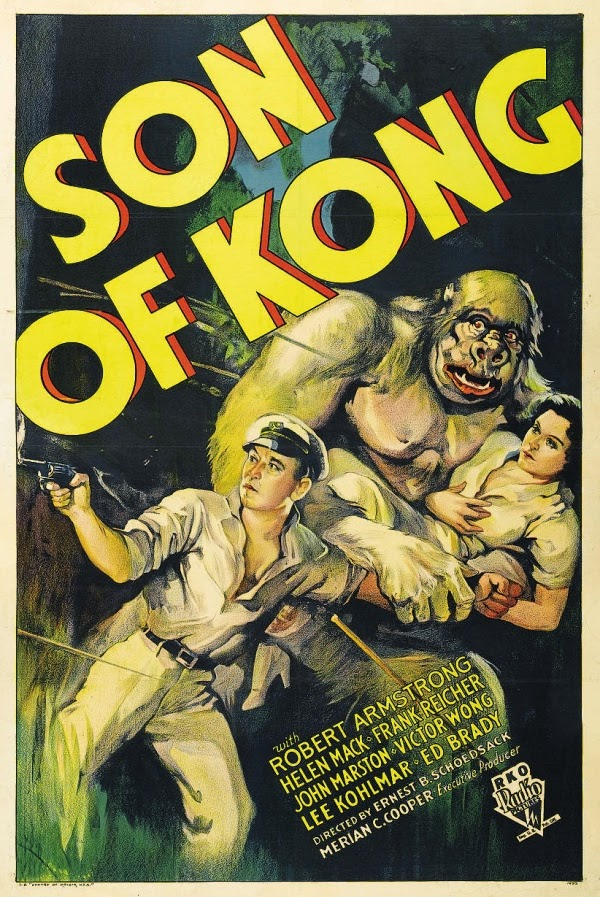
Locandina del film

Il film è stato prodotto nello stesso anno del predecessore King Kong, che aveva salvato la RKO Pictures da una situazione finanziaria difficile, per sfruttarne il successo di critica e botteghino. Tuttavia, le riprese e la preparazione di questo film dovevano essere fatte in fretta e all'interno di un budget limitato: 290.000 dollari, contro i 600.000 precedentemente usati. RKO voleva raggiungere un pubblico più giovane rendendo il film un'avventura per famiglie, aggiungendo anche diverse scene comiche.
Secondo Robert Armstrong questo film descrive meglio il suo personaggio, Carl Denham, rispetto al film precedente. La sceneggiatura prevedeva una guerra tribale, una sovrappopolazione di dinosauri a causa dell’assenza di Kong e una fuga di massa delle creature preistoriche durante la massiccia scena del terremoto che fa affondare l'Isola del Teschio alla fine del film. Tuttavia, nonostante fossero disponibili i modellini che erano già stati costruiti per il film cancellato Creation, poi usati in King Kong, queste sequenze non sono mai state filmate a causa del budget e tempi di riprese ristretti. Al figlio di Kong è stato dato il nome Kiko dai produttori del film, ma non è mai stato utilizzato nel film o nel materiale pubblicitario.
Diversi modelli che sono stati utilizzati per King Kong sono stati utilizzati anche per la produzione di questa pellicola, tra cui l'armatura usata per Kiko, che è la stessa usata per King Kong durante le scene dello scontro con il T-Rex, per l'occasione spogliata e rivestita di pelliccia bianca. Anche in questo caso furono animati a passo uno, ma le animazioni appaiono più rigide perché realizzate con meno pose.

## Creature
- Kiko (il figlio di King Kong)
- Styracosaurus
- orso delle caverne
- Nothosaurus
- Elasmosaurus

## Accoglienza
Il film ottenne scarso successo. Oltre ad un incasso modesto di circa $133.000, la pellicola venne poco apprezzata dai critici, registrando un 36% di gradimento sul sito web Rotten Tomatoes basato su 11 recensioni professionali.
(Fantafilm)